# Hugh Gibson
Hugh S. Gibson, född 16 augusti 1883 i Los Angeles, död 12 december 1954, var en amerikansk diplomat.
Gibson tjänstgjorde efter 1908 vid beskickningarna i London, Bryssel och Paris, var minister i Polen 1919-24, i Schweiz 1924-27, och var från 1927 ambassadör i Belgien. Gibson var en av USA:s ledande diplomater, och dess främste expert på europeiska angelägenheter. Han anställdes 1916 vid ambassaden i London, och åtföljde de brittiska och belgiska utrikesministrarna på deras politiska resor i USA 1917, biträdde Herbert Hoover vid livsmedelshjälpen till Europa 1918-19 och var samma tid medlem av den internationella utredningskommittén för det forna Österrike-Ungern. 1925 blev han vice ordförande i den amerikanska delegationen i Genève för rustningskontroll, och var 1926-30 dess ordförande vid de förberedande förhandlingarna till en internationell nedrustningskonferens. Vid expertkonferensen i London 1931 angående moratorium för internationella skulder fungerade han som rapportör. Vid den stora nedrustningskonferensen i Genève 1932 var Gibson i utrikesministerns, statssekreterare Henry L. Stimsons frånvaro ordförande i den amerikanska delegationen.